# Dominelais
Dominelais é uma comuna francesa na região administrativa da Bretanha, no departamento Ille-et-Vilaine. Estende-se por uma área de 31,88 km². Em 2010 a comuna tinha 1 413 habitantes (densidade: 44,3 hab./km²).